# Simulium africanum
Simulium africanum är en tvåvingeart som beskrevs av Gibbins 1934. Simulium africanum ingår i släktet Simulium och familjen knott. Inga underarter finns listade i Catalogue of Life.